# 우리들은 자란다 (영화)
"우리들은 자란다"는 2022년에 개봉예정인 대한민국의 영화이다.

## 개요
고등학교 시절 첫사랑을 만난 남자가 의도치 않게 가정사를 비밀로 하게 되면서 벌어지는 소동을 그린 로맨틱 코미디 영화.

## 캐스팅
- 권상우 : ○○○ 역 - 과거 밴드를 했다가 현재는 홀로 딸을 키우는 역할
- 문채원 : ○○○ 역 - ○○와 고등학교 졸업 이후 10여년이 흘러 재회하는 인물

## 같이 보기
- 2022년 대한민국의 영화 목록